# Nestor Manrique Oviedo Guzmán
Néstor Manrique Oviedo Guzmán es un médico veterinario y político costarricense. Oviedo fue diputado por el Partido Acción Ciudadana para el período 2010-2014 por la provincia de Alajuela. Oviedo es residente de San Carlos.
Oviedo se licenció como médico veterinario en la Universidad Nacional de Costa Rica en 1990 y obtuvo una maestría en epidemiología en el mismo centro universitario. Se desempeñó como productor agropecuario hasta 1983 fecha tras lo cual se desempeñó como médico veterinario en diversos cargos para la Cooperativa Dos Pinos.
Fue elegido diputado por el PAC en 2010 ejerciendo las gerencias temáticas en Economía Social y Agropecuarios.
Oviedo fue el único diputado del PAC que no le dio el apoyo Luis Guillermo Solís, candidato de este partido para las elecciones de 2014 y se distanció de su partido, aunque le dio el apoyo a Solís en la segunda ronda. Oviedo era visto como cercano al ala más conservadora del PAC.

## Polémicas
Oviedo fue acusado de hacer comentarios antisemitas en el plenario de la Asamblea Legislativa al acusar al entonces vicepresidente Luis Liberman Ginsburg de beneficiar a integrantes de la comunidad judía a la que Liberman pertenece. Estas declaraciones fueron condenadas por los jefes de las demás bancadas del Congreso, incluyendo a Carmen Muñoz Quesada jefa de bancada del PAC, también fueron condenadas por la comunidad judía mediante comunicado emitido por el Centro Israelita presidido por Gilberth Meltzer y por el diputado judío de aquel período Luis Fishman Zonzinski, así como por el gobierno de Costa Rica y el entonces candidato presidencial del PAC y futuro presidente Luis Guillermo Solís. Oviedo se disculpó por generlizar pero afirmó que Liberman era un "capo".
Muñoz, quien es abiertamente lesbiana, también acusó a Oviedo de tener prejuicios homófobos y de oponerse a los proyectos de ley que buscaban reconocer a las parejas del mismo sexo.